# 비와지마역
비와지마역(일본어: 枇杷島駅 비와지마에키[*])은 일본 아이치현 기요스시에 있는 도카이 여객철도 · 도카이 교통 사업의 역이다.
도카이 여객철도의 도카이도 본선과, 도카이 교통 사업의 조호쿠 선이 노선 연장되어, 접속역으로 되었다. 조호쿠 선은 이 역이 종점이다.

## 역 구조 및 승강장
섬식 승강장 2면 4선을 가지는 지상역. 2사의 공동 사용역이며, 동일 개찰구이다. 도카이 교통 사업(TKJ)조호쿠 선의 짧은 승강장은, 나고야역과 이나자와역을 잇는 도카이 여객철도의 화물선 '이나자와 선'의 본선 상에 마련되어 있다. 그 때문에, 화물 열차의 운전 상황에 의해서 발착 번선이 변한다. 또한, 구내 북쪽의 이나자와 선부터, 도카이도 신칸센의 고가의 아래를 빠져 나가는 보선 차량 유치선이 분기하고 있다.
2008년 12월에 선상 역사가 완성해, 동서자유통로가 설치되어, 역의 동쪽에 역 앞 광장이 신설되었다. 예전에서의 지상역사는, 역의 서쪽을 지나는 도카이 여객철도 도카이도 신칸센의 고가 아래에 개설되고 있다. 또한, 2009년 3월에 역 서쪽의 역 앞 광장이 정비되었다.
역 설비는 도카이 여객철도가 보유해 이 사의 나고야역의 관할하에 TKJ에 업무위탁되고 있어, 실제의 업무는 TKJ사원이 행하고 있다(JR의 역으로서는 업무위탁역, TKJ의 역으로서는 역위탁). TKJ 직영의 매표구는 가지지 않고, 도카이 여객철도 경영의 발권 창구가 있고, 양 회사 선의 승차권 종류를 취급한다. 다른 승차권 자동 발매기, TOICA 현금기, 자동개찰기 등이 설치되었다.
| 1 · 2 | 〓 TKJ 조호쿠 선 |      | 오타이 · 가치가와 방면 |
| 3     | ■ 도카이도 본선  | 하행 | 기후 · 오가키 방면     |
| 4     | ■ 도카이도 본선  | 상행 | 나고야 · 오카자키 방면 |

## 역 주변
나고야 역의 옆이지만, 역 간이 4km도 떨어져 있으므로, 한적한 주택지로 되어 있다.
- 메이코 건설 나고야 지점
- 아오키 슈퍼 니시비와지마 점
- 니시비와지마 경찰서
- 미쓰비시 중공업 냉열사업본부
- 메이덴샤 나고야 사업소
- 미쓰비시 도쿄 UFJ 은행 비와지마 지점
- 도카이 염공 나고야 사업소
- 니시비와지마 역 (도보 10분) · 후타쓰이리 역 (도보 15분) - 나고야 철도 나고야 본선

## 역사
- 1886년 4월 1일 : 관설 철도(후의 국철 · JR)이 아쓰타역부터 연신했던 때의 종착인 기요스역(초대)으로서, 현위치부터 다소 떨어진 곳에 개업.
- 1886년 5월 1일 : 관설 철도가 이 역부터 이치노미야 역(현 · 오와리이치노미야역)까지 연신해, 도중 역이 된다.
- 1895년 4월 1일 : 선로 명칭제정. 도카이도 선(1909년에 도카이도 본선으로 개칭)의 소속이 된다.
- 1906년 4월 16일 : 이전, 비와지마역으로 개칭.
- 1980년 10월 1일 : 전용선 발착을 제외한 화물의 취급을 폐지.
- 1985년 3월 14일 : 하물의 취급을 폐지.
- 1987년 4월 1일 : 일본국유철도 분할 민영화에 의해 도카이 여객철도(JR 도카이)와 일본화물철도의 역이 된다.
- 1993년 3월 18일 : 도카이 교통 사업 조호쿠 선이 오와리호시노미야 역부터 연신해, 이 역으로 노선 연장한다.
- 1995년 12월 1일 : 오사카 시멘트 전용선 폐지.
  - 오사카 시멘트의 시멘트 포장선으로의 전용선이 있어, 시멘트 수송화물열차가 발착하고 있다.
- 2006년 4월 1일 : 일본화물철도의 역이 폐지되어, 화물의 취급이 정식으로 종료.
- 2006년 11월 25일 : TOICA를 도입.
- 2008년 12월 13일 : 선상역사 공용개시.

## 인접 역
| 도카이 여객철도 도카이도 본선  | 도카이 여객철도 도카이도 본선 | 도카이 여객철도 도카이도 본선 |
| ------------------------------ | ----------------------------- | ----------------------------- |
| 나고야 도요하시·하마마쓰 방면  | ■ 도카이도 본선               | 기요스 오가키·마이바라 방면   |
| 도카이 교통 사업 조호쿠 선     |                               |                               |
| 오와리호시노미야 가치가와 방면 | ■ 조호쿠 선                   | 시·종착역                     |

## 같이 보기
틀:도카이 교통 사업 조호쿠 선